# بخش مرکزی شهرستان خمینی‌شهر
بخش مرکزی شهرستان خمینی‌شهر تنها بخش شهرستان خمینی‌شهر در استان اصفهان ایران است.

## تقسیمات کشوری
- بخش مرکزی شهرستان خمینی‌شهر 
  - دهستان ماربین سفلی
  - دهستان ماربین علیا
  - دهستان ماربین وسطی

شهرها: خمینی‌شهر ، درچه ، کوشک ، اصغرآباد

## جمعیت
براساس سرشماری عمومی نفوس و مسکن در سال ۱۳۹۵، جمعیت بخش مرکزی شهرستان خمینی‌شهر برابر با ۳۱۹،۷۲۷ نفر بوده‌است.